# Добровољачка антикомунистичка милиција
Добровољачка антикомунистичка милиција (итал. Milizia Volontaria Anti Comunista) је била квинслишка организација помоћних војних јединица у саставу Краљевске италијанске војске за борбу против партизанских јединица у окупираној Југославији током Другог светског рата.
Добровољачка антикомунистичка милиција је у својим редовима имала све националности које су биле на територији окупираној или анектираној од стране Италије у Краљевини Југославији, махом Србе и Хрвате, али и Словенце и Албанце.

## Формирање, састав и задаци
Добровољачка антикомунистичка милиција се састојала од припадника свих народа који су живели на територији под италијанском окупацијом у Краљевини Југославији, били су подељени по одредима сходно национално-верском саставу.
Од 1941. локалне помоћне трупе су деловале заједно са италијнском војском у Црној Гори, Босни и Херцеговини и Лици, а од 1942. и у Далмацији. Управо су у Далмацији те јединице први пут назване добровољачке антикомунистичке банде.
Антикомунистичким добровољачка милиција је формално успостављена италијанско-хрватским споразумом Роата-Павелић 19. јуна 1942. године. Италијани су 23. јуна уз помоћ четничког војводе Илије Трифуновића-Бирчанина, основали прве јединице Добровољачке антикомунистичке милиције, посвећених уништењу комунизма и под контролом Италијана. У јуну 1942. око 4.500 четника је служило под Италијанима у Црној Гори, а око 28. фебруара 1943, око 20.500 четника на територији НДХ.
Већ постојеће локалне помоћне трупе у деловима Словеније под италијанском управом, Сеоска стража и Легија смрти, чији су редови попуњавани члановима словеначких клерикалних партија, су 6. августа 1942. су укључени у Добровољачку антикомунистичку милицију.
Током 1942. и 1943. највећи удео четника у италијанским зонама НДХ су деловали као помоћне италијанске трупе и добијали су оружје, муницију и одећу од Италијана. По генералу Ђакому Зануцију, у милицији је било око 19.000 до 20.000 четника који су добили 30.000 пушака, 500 митрaљеза, 100 минобацача, 15 артиљеријских оруђа, 250.000 ручних граната, 7 милиона метака и 7000—8000 пари обуће.
МВАЦ је имала задатак чувања позадине и комуникације као и заштиту италијанског становништва од напада јединица НОВЈ и партизанских одреда као и борбу против истих.
Истински задаци и дужности Добровољачке антикомунистичке милиције били су такви да је милиција кориштена као продужена рука фашистичког режима, и њена примарна борба је била идеолошка против свих непријатеља Италије, како идеолошких тако и војних.
На самом бојном пољу кориштени су готово искључиво против снага НОВЈ уз политички притисак и репресалије на политичке неистомишљенике, превасходно чланове Комунистичке партије Југославије, док скоро уопште нису ратовали против других војних формација.

## Однос милиције према цивилима и популарност у народу
Јединице Добровољачке антикомунистичке милиције никада ни у једном народу нису уживале популарност. У њихове редове примани су сви који су то хтели без обзира на порекло, личност и моралне вредности. Цивили су на милицију гледали као на директне сараднике окупатора и имали су врло ниско мишљење о њој. Са друге стране Италијани су подржавали осиони однос национално обојених јединица милиције према припадницима других народа, штавише они су своју политику „завади па владај“ доследно спроводили и прећутно подржавали злочине које је МВАЦ чинио према припадницима других народа. Тако су у исто време допуштали муслиманима из Добровољачке антикомунистичке милиције да масакрирају српско становништво, а у исто време допуштали масакре српским јединицама милиције над муслиманскимм становништвом. У исто време су наоружавали и опремали усташе и домобране у НДХ који су масакрирали српски народ и српске милиције које су чинили злочине према Хрватима.
Однос припадника НОВЈ према Добровољачкој антикомунистичком милицији био је крајње негативан и сматрани су оданим слугама окупатора и злочинцима, па се махом они који су били припадници милиције нису више могли вратити у крајеве који су ослобођени и касније после пада Италије прешли су на страну Немаца и углавном страдали у Словенији приликом бега из земље.
Укратко, Добровољачка антикомунистичка милиција је била једна врста „домородачких“ јединица или „колонијалних чета“ попут оних које су европске силе имале у својим колонијама и које су попуњавали припадници локалног домородачког становништва.

## Јединице
Табела приказује свеукупну снагу Добровољачке антикомунистичке милиције по јединицама.
| Јединица                 | Грко-православаца (четника) | Католика | Муслимана | Укупно | Јединица | Дивизије                                |
| ------------------------ | --------------------------- | -------- | --------- | ------ | -------- | --------------------------------------- |
| 5. корпус                | 4,313                       |          |           | 4,313  | 20       | Ломбардија 2, Ре 18                     |
| 6. корпус                | 8,385                       | 511      | 780       | 9,676  | 22       | Марке 6, Месина 2, Мурђе 14             |
| 17. корпус               | 7,816                       | 321      |           | 8,137  | 21       | Сасари 17, Бергамо 4                    |
| Укупно (Окупирана зона)  | 20.514                      | 832      | 780       | 22.126 |          |                                         |
| Словенија (11. корпус)   |                             |          |           | 5.145  | 40       | Изонцо, Алпски ловци, погранична стража |
| Далмација (18. корпус)   |                             |          |           | 882    | 13       |                                         |
| Котор (6. корпус)        |                             |          |           | 1,.74  | 3        |                                         |
| Укупно (анектирана зона) |                             |          |           | 7.501  |          |                                         |
| СВЕГА                    |                             |          |           | 29.627 |          |                                         |

### Четници (грко-православци)
Од 1941. године локални сардници италијанске војске у окупираним крајевима постојали су у Црној Гори, Босни и Херцеговини и Лици, а од 1942. године и у Далмацији. Први пут су у Далмацији добиле назив „Добровољачка антикомунистичка милиција“, назив који је касније прихваћен за све јединице састављене од локалног становништва у италијанској окупационој војсци на територији Краљевине Југославије, реорганизацијом од јуна 1942. године када се Добровољачка антикомунистичка милиција и званично формира.
Споразумом Роата-Павелић решено је статусно питање четничких јединица у НДХ и оне су пацификоване на тај начин што су приступиле МВАЦ - тако су „легализоване“ и практично постале део италијанске војске. Већ током јуна 1942. године око 4.500 четника у Црној Гори приступило је МВАЦ-у, а до 1943. године било је укупно 20.514 четника на територији Независне Државе Хрватске.

### Словенци (католици)
Дана 6. августа 1942. године већ постојеће помоћне квислиншке јединице у Словенији бројале су 7.000 припадника, такозвана „Градска стража“ и „Сеоска стража“ (Guardia Civica, Vaška straža) као и друге, састављене од Словенаца по основу партијске припадности католичким политичким партијама у Словенији. Стављене су под јединствену команду и састав МВАЦ.

### Муслимани
Постојала је и Муслиманска милиција у саставу МВАЦ, такозвани „Муслимански МВАЦ“ снаге 780 људи, муслимана из Мостара и околине под командом Исмета Поповца који је био сарадник Италијана од 1942. године, али су убрзо уништене у борби.

### Хрвати и Италијани (католици)
Италијани и Хрвати су били формирани у један батаљон који је носио назив - 20. батаљон одреда МВАЦ „Задар“ и састојали су се од локалног католичког становништва.

## Јединице и означавање
Италијани су у склопу своје експанзинонистичке политике одбијали да национално именују одреде у саставу МВАЦ, па су то учинили на основу верског састава. Тако Срби ни Хрвати нису никада називани својим именом, већ су били означавани као „православци“ или „католици“, а тако су се звале и њихове јединице.
Италијани су усвојили основни назив за примарне јединице МВАЦ - „банде“ што је у италијанској историографији означавало одреде нерегуларних јединица, или помоћних јединица. Назив „банда“ је потом после рата остао у употреби означавајући остатке разбијених војних формација на тлу Југославије. Тако су се јединице МВАЦ називале „Банде В. А. Ц." или „Одреди антикомунистичких добровољаца“ (В. А. Ц. скраћеница за антикомунистички добровољац). „Банде В. А. Ц." биле су под директном командом италијанске окупационе 2. армије која је била задужен за окупацију приобаља и дообаља Краљевине Југославије. Одреди В. А. Ц. били су под командом италијанских корпуса, 6. и 18. и свака „Банда“ била је придодата једном корпусу.
Једна „Банда“ састојала се од батаљона подељених по верској основи. Сваки италијански корпус имао је по најмање један МВАЦ одред:
- 5. корпус (V Corpo d'Armata):
  - МВАЦ „Лика“ 1.500-2.000 људи
- 18. корпус (XVIII Corpo d'Armata):
  - МВАЦ „Динара“, 5.000 људи, „грко-православаца“ у околини Книна. То је била легализована четничка Динарска дивизија Момчила Ђујића
  - МВАЦ „Зара“ (Задар) састојао се од 8 батаљона, 6 „католичких“ и два „грко-православна“
- 6. корпус (VI Corpo d'Armata)
  - МВАЦ „Херцеговина“ 6.000-8.000 људи

Постојала је и поморска формација под командом краљевске морнарице - Банда број 9 „Морска“ од Срба и Италијана, локалног становништва из Далмације која је била придодата батаљону италијанских маринаца „Сан Марко“
Италијанска филозофија је била да се МВАЦ формира тако да се састоји од 2/3 Срба и 1/3 Хрвата/Италијана. Та теорија се ослањала ан то да су Срби имали далеко развијенији борбени дух.
Један од најважнијих елемената код етничке поделе био је и Момчило Ђујић „поп ватра“ који је био срце и душа МВАЦ одреда.

## МВАЦ „Зара“ (Задар)
На крају јуна 1942. године састанком команде 158. пешадијске дивизије „Зара“ и четкичког команданта Илије Трифуновића-Бирчанина формирана су два батаљона састављена од његових четника и других народа. На челу јединице МВАЦ „Зара“ био је поковник Еугенио Мора. У почетку се састојао од два батаљона са укупно 8 регуларних и једне „морнаричке“ банде - укупне снаге 1,500 људи, сваки са по 100-250 људи:
Батаљони:
- 20. „Грко-Православни“
- 21. „Католички“

Банде су биле под заједничком италијанском командом док је 9. Банда била састављена од Далматинских Италијана и делом Срба и деловала је самостално. Носила је униформе Италијанске морнарице.
Остале банде носиле су заплењене униформе Југословенске Краљевске војске. На главама су имали сељачке капе- наранџасте боје за Србе (Грко-Православни) и црвене за Италијане (Католике).
Команданти банди су били Италијански официри док су командири одреда били Срби. Наоружање се састојало од заплењеног Југословенског: Пушке Маузер система М-24 7,9 mm, ручке бомбе и митраљези „Хочкис“.
Након изласка из Италије из рата, 8. септембра 1943, већина војника МВАЦ „Зара“ је распуштена. Неки су остали лојални Немцима.

## Борбена дејства
Одреди МВАЦ су имали веома добар борбени учинак, првенствено током 1942. године када су формирани и то првенствено у борби против снага партизанских јединица. Међутим, услед национално-верске подвојености десили су се и масакри локалног становништва других националности под оптужбом да су сарадници „комуниста“, посебно у операцији „Алфа“.